# Győri Matild
Győri Matild, névváltozata: Győry, született Gutfreund (Budapest, 1879. április 3. – Budapest, 1961. január 4.) színésznő.

## Élete
Gutfeund József gabonakereskedő és Klein Fáni lánya. 1896. október 6-án kezdte pályáját Polgár Béla rozsnyói társulatában. Évekig vidéken működött, s fellépett többek között Bártfán, Vágújhelyen, Siklósón is. 1902 és 1904 között Pécsett, 1906–1907-ben Békéscsabán és Besztercebányán szerepelt, majd 1907-ben Palágyi Lajos társulatához szerződött Miskolcra. Ezt követően az Apolló kabarénak, majd 1925 és 1929 között a Royal Orfeumnak volt elismert tagja. Az 1930-as évektől kevesebb szerepet vállalt. A zsidótörvények miatt csak az OMIKE Művészakció keretében léphetett színpadra. Játszott többek között a nagysikerű Dybuk című legendában, Szabolcsi Lajos A király gyűrűje meséjében és Csergő Hugó Őszi szonáta című színművében.

## Filmszerepei
- Akit ketten szeretnek (1915) – Leona grófnő
- Ágyú és harang (1915) – Gertrud, Österreich Szepi felesége
- Vigyázz a csókra! (1922, szkeccs)
- A sárga csikó (1936) – Sári, Singer Iczig vásáros felesége